# Bubuieci
Bubuieci è un comune della Moldavia appartenente al Municipio di Chișinău di 6.748 abitanti al censimento del 2004

## Località
Il comune è formato dall'insieme delle seguenti località (popolazione 2004):
- Bubuieci (5.444 abitanti)
- Bîc (1.074 abitanti)
- Humulești (230 abitanti)